# Wyższe Seminarium Duchowne Braci Mniejszych Prowincji św. Franciszka z Asyżu
Wyższe Seminarium Duchowne Zakonu Braci Mniejszych pw. bł. Jana Dunsa Szkota – katolickie seminarium duchowne z siedzibą we Wronkach, założone w 1991 roku w nowej prowincji zakonu franciszkanów pod wezwaniem świętego Franciszka z Asyżu. Uczelnia mieściła się przy ulicy Mickiewicza 1. Od lipca 2022 znajduje się w Poznaniu.

## Historia
19 sierpnia 1868 roku stanowi datę powołania przez Stolicę Arcybiskupią działalności zakonu franciszkańskiego we Wronkach. W 1875 roku ukończono budowę klasztoru celem założenia w nim szkoły nauk filozoficznych dla kleryków. Jednak siedem lat później w wyniku polityki Kulturkampfu rząd pruski skasował zakony w całym państwie. Franciszkanie otrzymali nakaz opuszczenia placówki. Powrót Braci Mniejszych do Wronek nastąpił w 1924 roku. Rok później Kuria Arcybiskupia w Poznaniu wydała zgodę na utworzenie we wronieckim klasztorze niższego seminarium duchowne dla chłopców zgłaszających się do zakonu. Decyzja ta wiązała się z organizacją w mieście Studium Teologicznego. Szkoła Istniała do 1931 roku, kiedy przeniesiono ją do Kobylina.  Przed wybuchem II wojny światowej ponad pięćdziesięciu braci zakonnych studiowało i otrzymało święcenia kapłańskie we Wronkach. Podczas okupacji Niemcy zamknęli klasztor, przeznaczając go na szpital wojenny oraz miejsce przetrzymywania jeńców angielskich. Po 1945 roku na krótko przywrócono studium teologiczne. Budynek częściowo został zajęty przez wojsko, następnie znajdował się w nim internat Technikum Przemysłu Spożywczego, a później Dom Dziecka.
W 1991 roku utworzono we Wronkach nową prowincję zakonną pod wezwaniem św. Franciszka z Asyżu. Wroniecki klasztor przeznaczono na miejsce studiów filozoficzno-teologicznych. Pierwsza inauguracja roku akademickiego odbyła się wrześniu 1991 roku. W czasie sesji inauguracyjnej miała miejsce immatrykulacja 5 kleryków I roku. Łącznie z pozostałymi rocznikami było 32 studentów. Pierwszym rektorem nowego seminarium został o. lic. Ernest Siekierka. 
W 2022 Wyższe Seminarium Duchowne decyzją Kongresu Kapitulnego zostało przeniesione do Domu Prowincjalnego Braci Mniejszych Prowincji św. Franciszka z Asyżu w Poznaniu.